# Petroglyphs Provincial Park
Petroglyphs Provincial Park är en kulturhistorisk park i Kanada som förvaltas av provinsen. Den ligger i provinsen Ontario, i den sydöstra delen av landet, 210 km väster om huvudstaden Ottawa. Petroglyphs Provincial Park ligger 270 meter över havet.
Terrängen runt Petroglyphs Provincial Park är platt, och sluttar söderut. Runt Petroglyphs Provincial Park är det mycket glesbefolkat, med 5 invånare per kvadratkilometer.. 
I omgivningarna runt Petroglyphs Provincial Park växer i huvudsak blandskog.